# زقة إفريقية

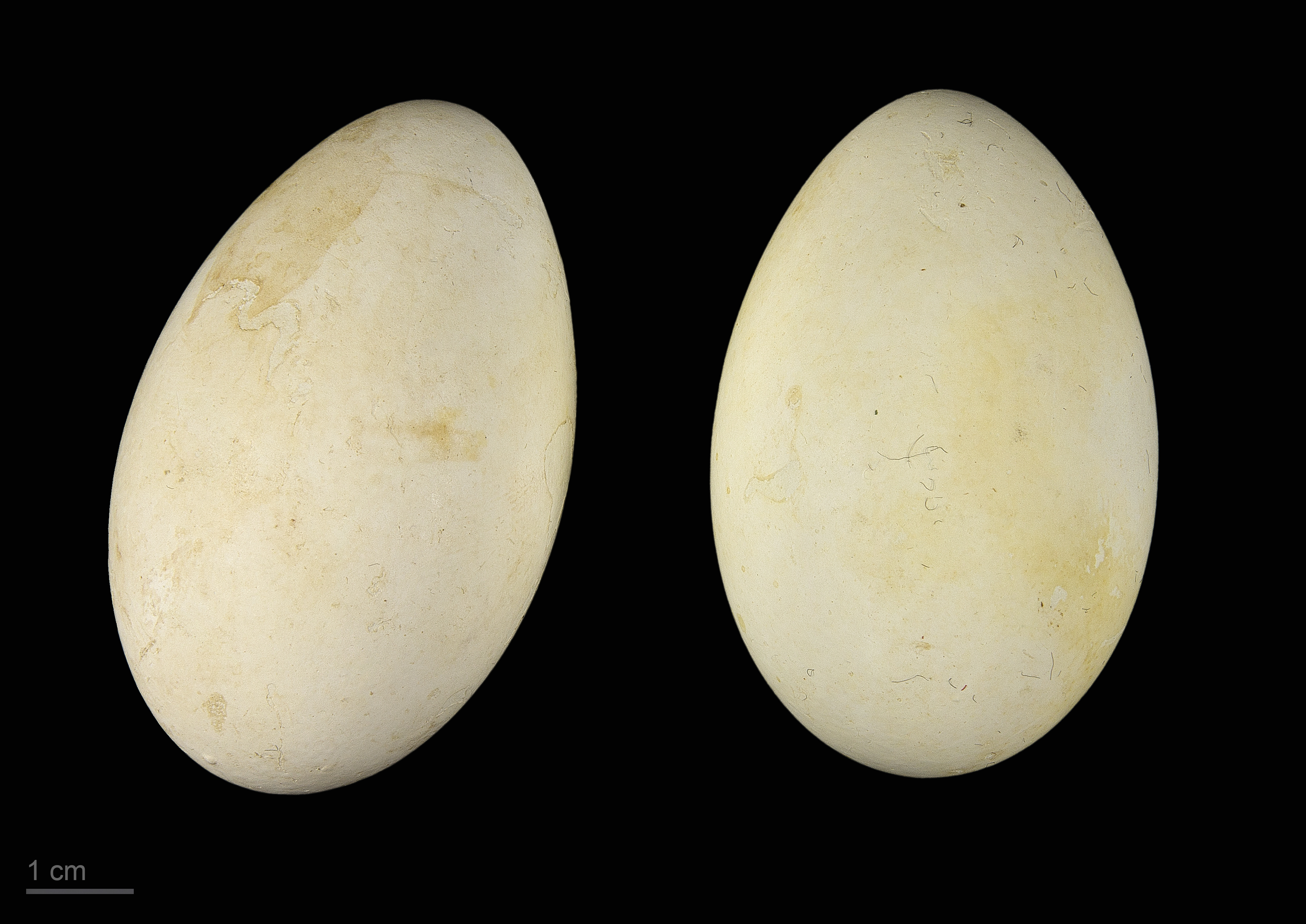
Anhinga rufa chantrei

الزُقة أفريقية (الاسم العلمي: Anhinga rufa) (بالإنجليزية: African Darter)‏ ويسمى أيضا هو طائر ينتمي لفصيلة الطيور الثعبانية، وهي نوع يتواجد في أفريقيا المدارية وجنوب الصحراء الكبرى. تعشش في الأشجار وتضع من البيض 3-6. وهي يسبح ورأسها مرفوعة فوق الماء ومن هنا جاءت تسمية الفصيلة سالفة الذكر.

## معرض صور

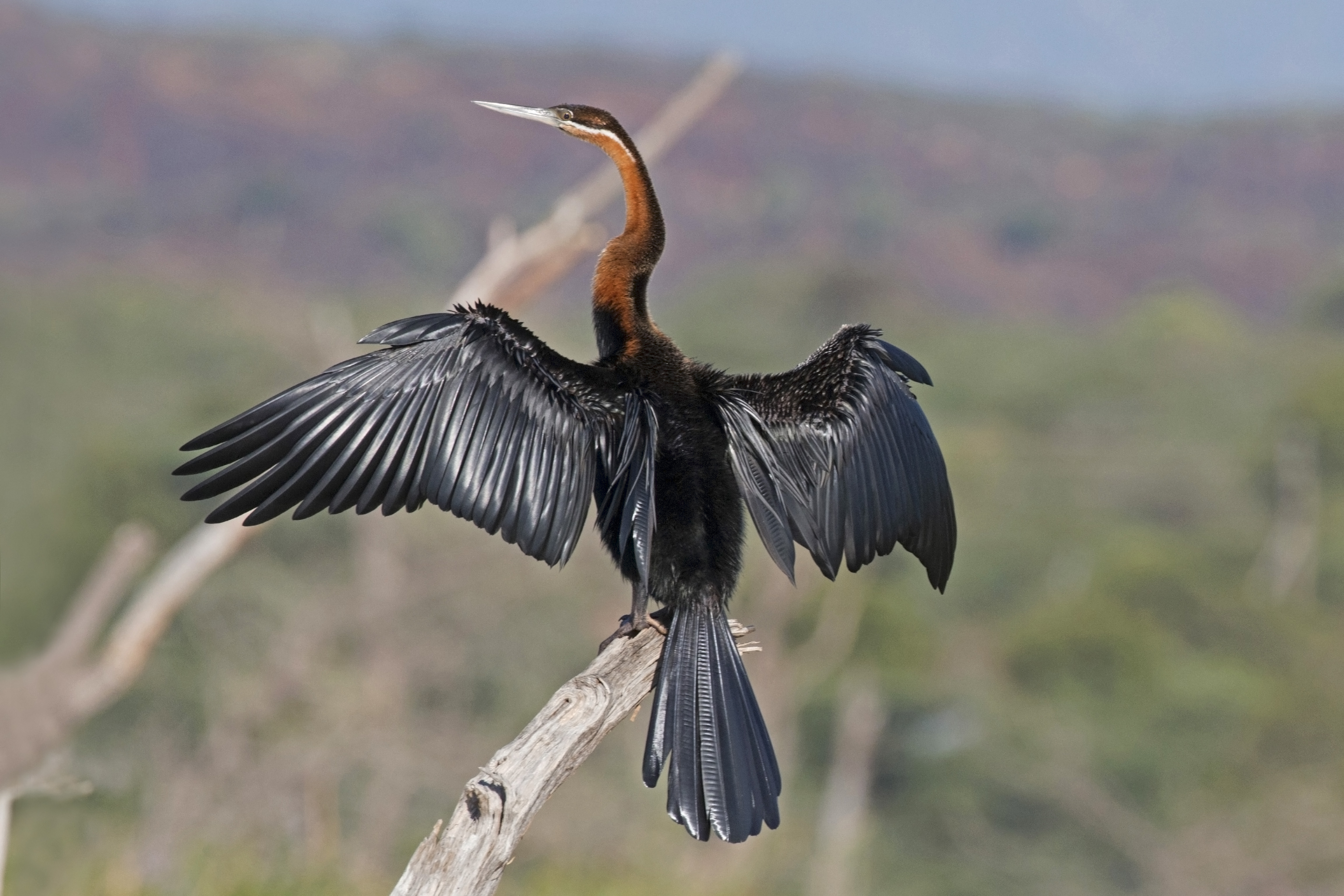
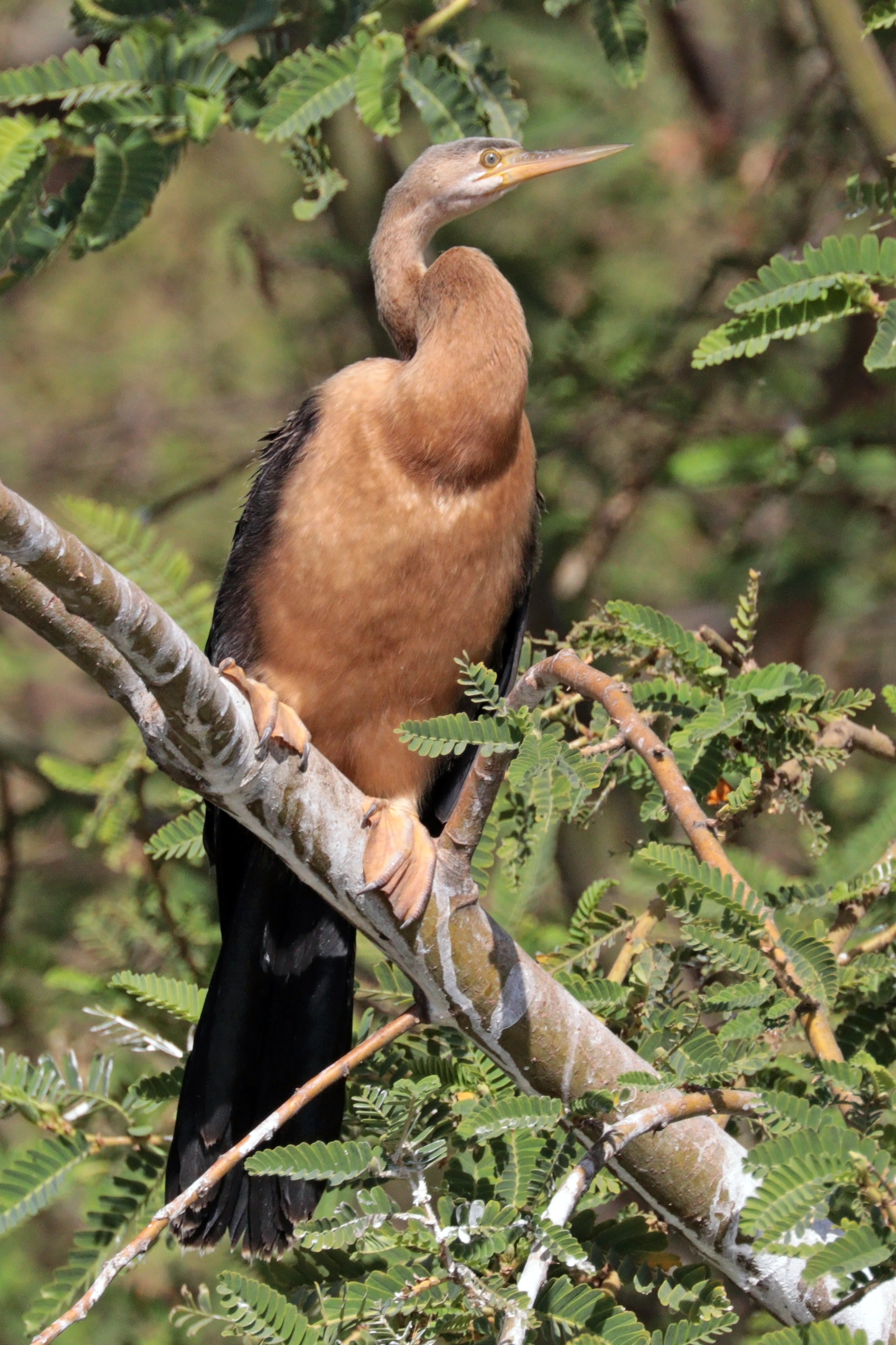
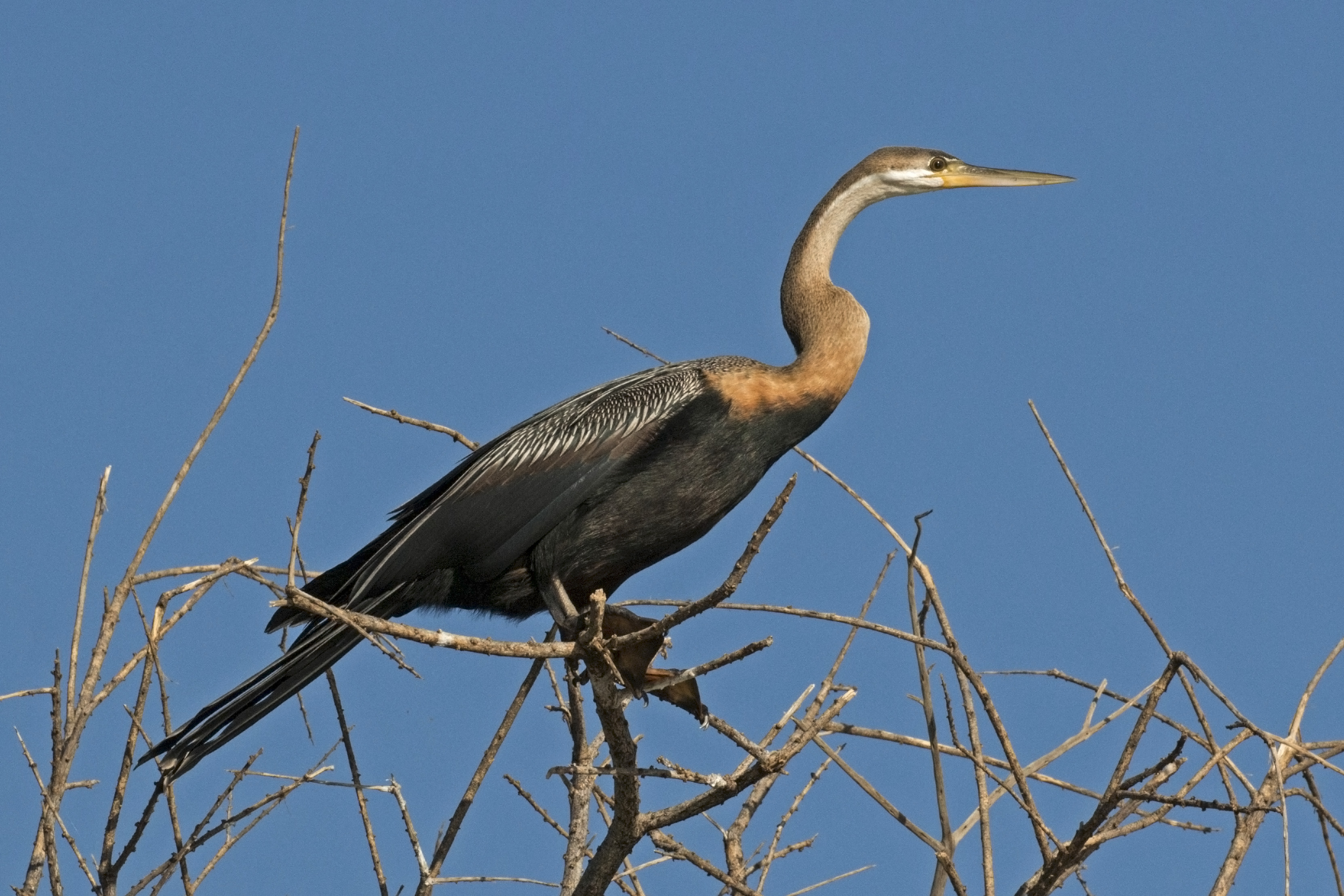